# Shooting Stars (Bag Raiders)
Shooting Stars è un singolo del duo australiano Bag Raiders. La canzone è stata originariamente inclusa nel loro EP Turbo Love del 2008.
L'anno successivo, il 7 agosto 2009, la canzone è stata pubblicata come singolo nel loro album di debutto Bag Raiders, e ha raggiunto il numero 18 nel Triple J Hottest 100 del 2010. Sebbene la canzone sia stata pubblicata in Australia nel 2009, la canzone non ha raggiunto il suo apice fino al 2013. Ha ricevuto l'attenzione internazionale a febbraio 2017 quando la canzone è diventata parte di un famoso meme di internet. La canzone ha raggiunto il numero 11 su Billboard's Dance/Electronic Songs e numero 9 sulla Billboard Bubbling Under Chart dello stesso anno. 

## Classifiche
| Classifica (2009-19) | Posizione massima |
| -------------------- | ----------------- |
| Australia            | 38                |
| Austria              | 56                |
| Belgio (Vallonia)    | 72                |
| Germania             | 55                |
| Regno Unito          | 83                |